# Spleen United
Spleen United (в переводе с англ. — «Объединение недовольных») — датский коллектив, исполняющий электронную музыку в жанрах синти-поп и синти-рок.

## История группы
Коллектив создан в 2003 году в городе Еллинг братьями Бьярком и Готье Ниманами.
В 2005 был выпущен дебютный студийный альбом Spleen United Godspeed into the Mainstream. Релиз второй пластинки, Neanderthal, состоялся в 2008 году. Альбом оказался успешнее предшественника. Он занял первую строчку датского чарта, а выпущенные в качестве синглов песни «My Tribe», «Suburbia», «66» и «Failure 1977» получили популярность не только в Дании, но и в некоторых европейских странах.
С 16 по 17 апреля 2010 года Spleen United провели безостановочное онлайн-выступление. Параллельно с этим был открыт мини-сайт, на котором были размещены головоломки. Решившие их пользователи получали возможность просмотреть эксклюзивные видео с участниками коллектива, а также шанс выиграть различные призы.
30 января 2012 года состоялся выход долгожданного третьего студийного альбома группы, получившего название School of Euphoria. По мнению самих музыкантов, этот альбом является наиболее «попсовым» за всю карьеру Spleen United.

## Состав
Ныненшний состав
- Бьярк Ниман — вокал, гитара
- Каспер Норлунд — клавишные, бэк-вокал
- Руне Венер — клавишные
- Янус Невел Рингстед — ударные

Бывшие участники
- Готье Ниман — бас-гитара, клавишные
- Иенс Кинч — ударные

## Дискография

### Студийные альбомы
| Год  | Альбом                       | Позиция в чарте | Сертификация |
| Год  | Альбом                       | DAN             | Сертификация |
| ---- | ---------------------------- | --------------- | ------------ |
| 2005 | Godspeed into the Mainstream | 12              | - Золотой    |
| 2008 | Neanderthal                  | 1               | - Золотой    |
| 2012 | School of Euphoria           | 6               |              |

### Синглы
- «Heroin Unlimited» (2005)
- «In Peak Fitness Condition» (2005)
- «Spleen United» (2006)
- «She Falls in Love with Machines»
- «My Tribe» (2007)
- «Suburbia» (2008)
- «66»
- «Failure 1977» (2008)
- «Sunset to Sunset» (2010)
- «Days of Thunder» (2011)
- «Misery» (2012) (совместно с Бригиттой Нильсон)
- «Euphoria» (2012) (совместно с Sharin Foo)